# 허리케인 도리안
허리케인 도리언(Hurricane Doriun)은 2019년에 북대서양에서 발생한 가장 강한 허리케인이다. 이 허리케인이 바하마, 미국 등에 큰 피해를 주어 제명되었다.

## 허리케인의 진행
2019년 제 4호 허리케인 도리언(DORIUN)은 8월 24일 UTC에 발생하였다. 발생한 이후, 도리언은 서-북서진하며 8월 27일 오전 1시 UTC에 바베이도스에 상륙하였다. 상륙한 이후, 따뜻한 수온과 낮은 윈드시어로 인해 빠르게 발달해서 1분 최대풍속 160kt, 최저기압 910hPa를 도달하며 최전성기를 맞았다. 그러나, 도리안은 9월 2일 그랜드바하마섬에 착륙하며 세력을 잃었고, 미국 해안을 지나가며 북-북동진해서 9월 7일에 온대성으로 전환되었다.

## 피해
허리케인 도리안은 180kt의 풍속으로 바하마의 아바코 제도에 상륙하였다. 도리안으로 인해서 바하마에서는 사망자 74명, 실종자 245명이 발생하였고, 재산피해도 50억 7000만 달러(2019년 USD 기준)로 굉장히 많은 피해를 입었다.

## 제명
허리케인 도리안은 바하마에 큰 피해를 끼쳐서 제명되었다.

## 같이 보기
- 2019년 북대서양 허리케인